# 渣打银行（中国）
渣打银行（中国）有限公司（简称渣打中国；英語：Standard Chartered Bank (China) Limited），为首批在中国大陆注册成立的外资银行之一，母公司为渣打集團有限公司，並由渣打銀行（香港）有限公司直接持股。目前，渣打银行在全国拥有28家分行、77家支行，营业网点达到101家，分别位于上海、北京、天津、南京、沈阳、广州、深圳、珠海、厦门、成都、苏州、重庆、大连、南昌、青岛、杭州、宁波、武汉、西安、佛山、呼和浩特、济南、长沙、哈尔滨、郑州、太原、昆明、福州，员工总数超过7,000人。渣打中国为中国客户提供个人银行、优先理财、私人财富管理、企业银行和贷款等多项服务。

## 历史
渣打银行在中国自1858年在上海开设首家分行以来，在华经营从未间断。总部原址上海外滩18号（麦加利银行大楼 (上海)），后迁至浦东新区陆家嘴上海招商局大厦，現時已迁至在2008年全面建成投入使用的渣打银行大厦。
2007年3月29日，渣打银行（中国）有限公司成立，是第一批在中国注册成立的外资银行。
2012年12月，渣打中国成为中国第一家获得中国人民银行批准开展人民币跨境贷款业务的外资银行。
2023年6月27日，国家金融监督管理总局发布公告称，同意渣打中国筹建合肥分行。这是渣打中国自2015年6月以来首度获批筹备新分行，也是安徽省的第三家五百强外资银行。

## 图片集

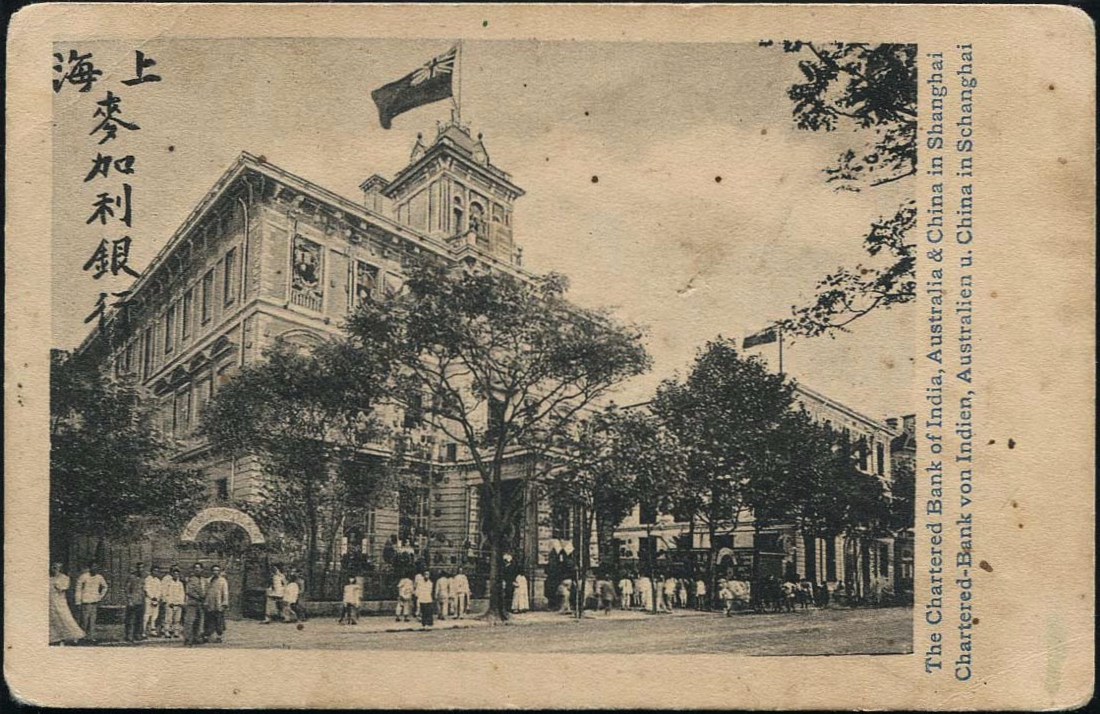
位于外滩的原上海渣打银行大楼
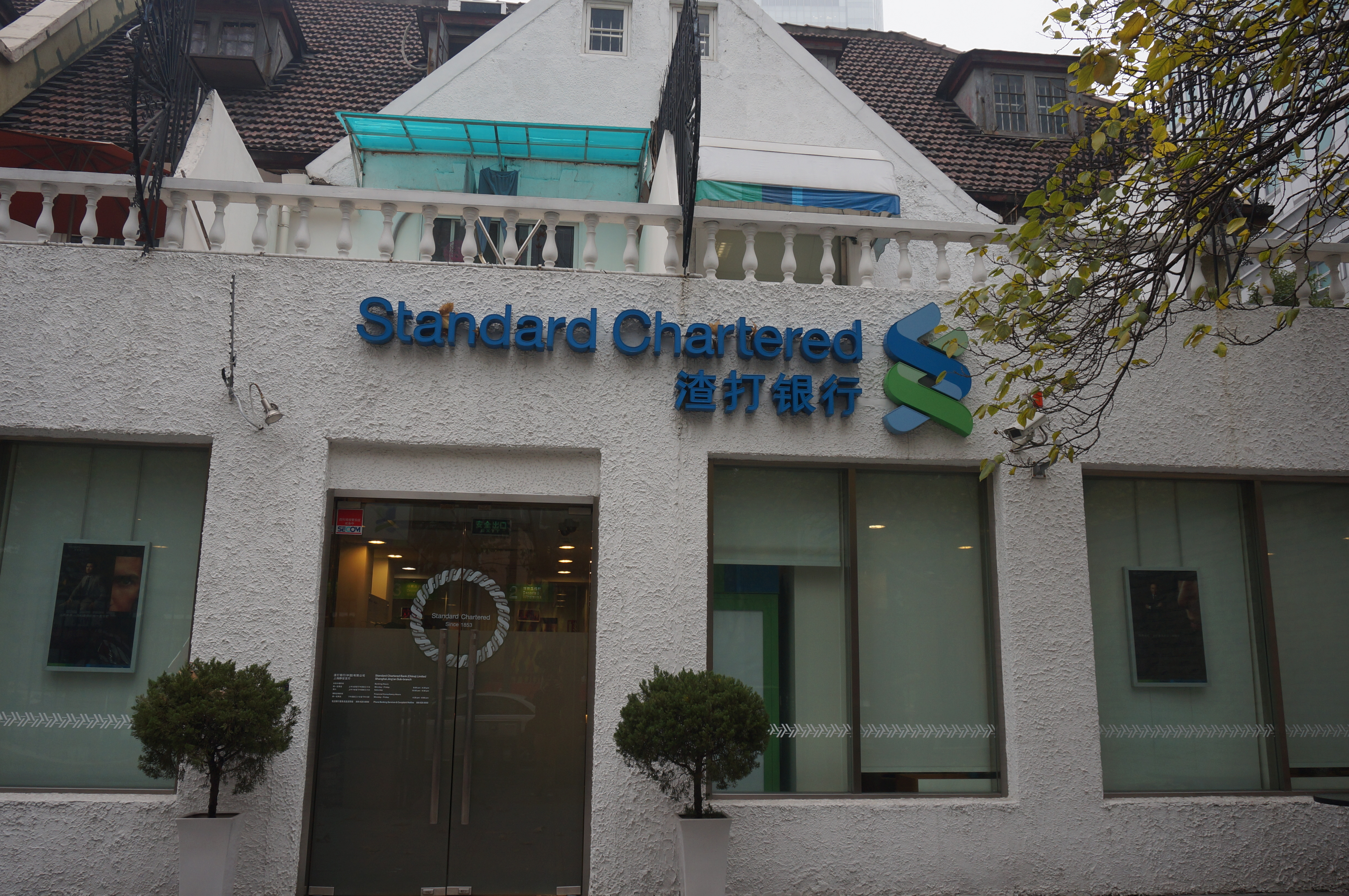
位于上海南京西路上的一家渣打银行支行
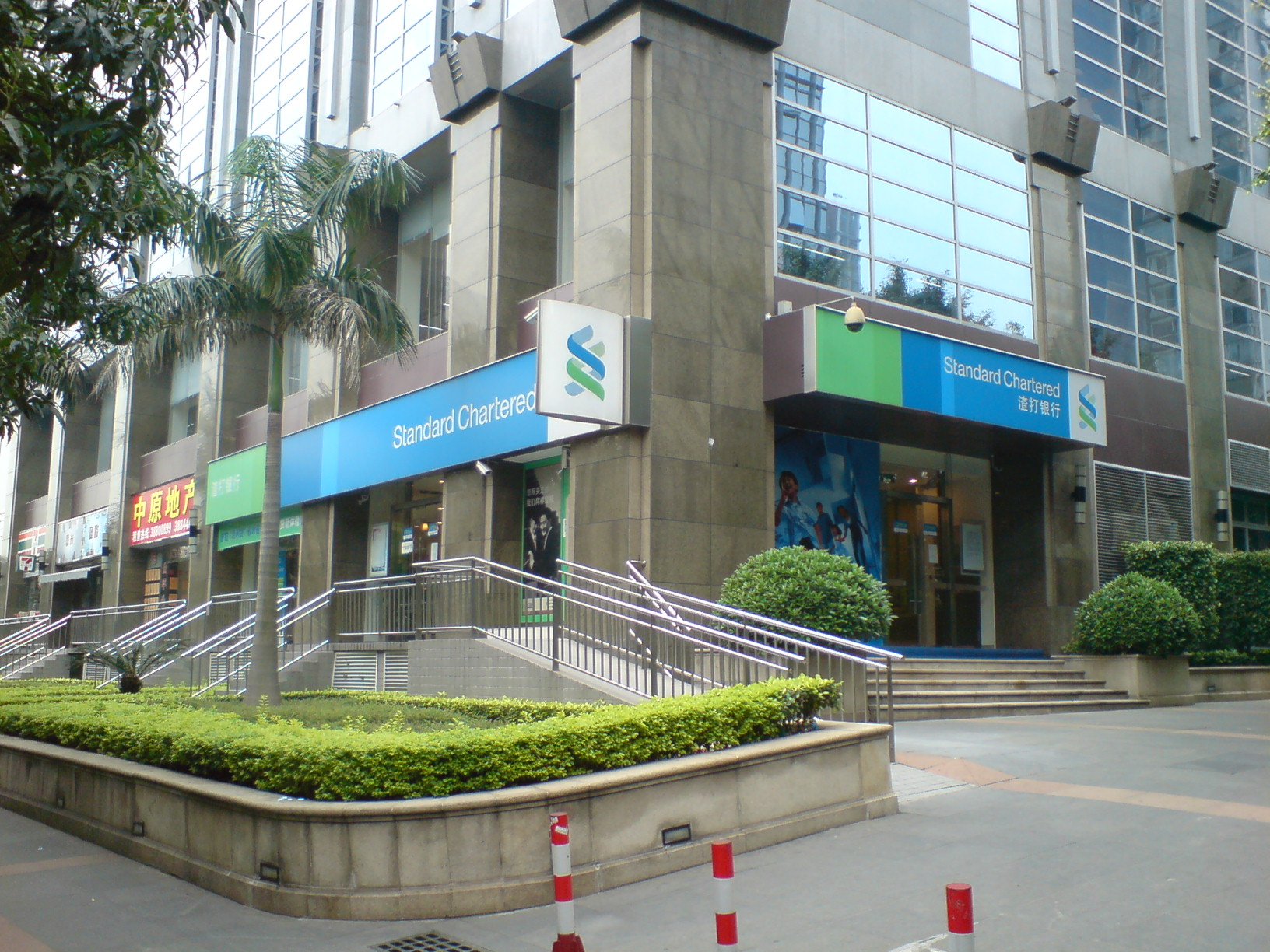
渣打银行（中国）广州天河支行旧址
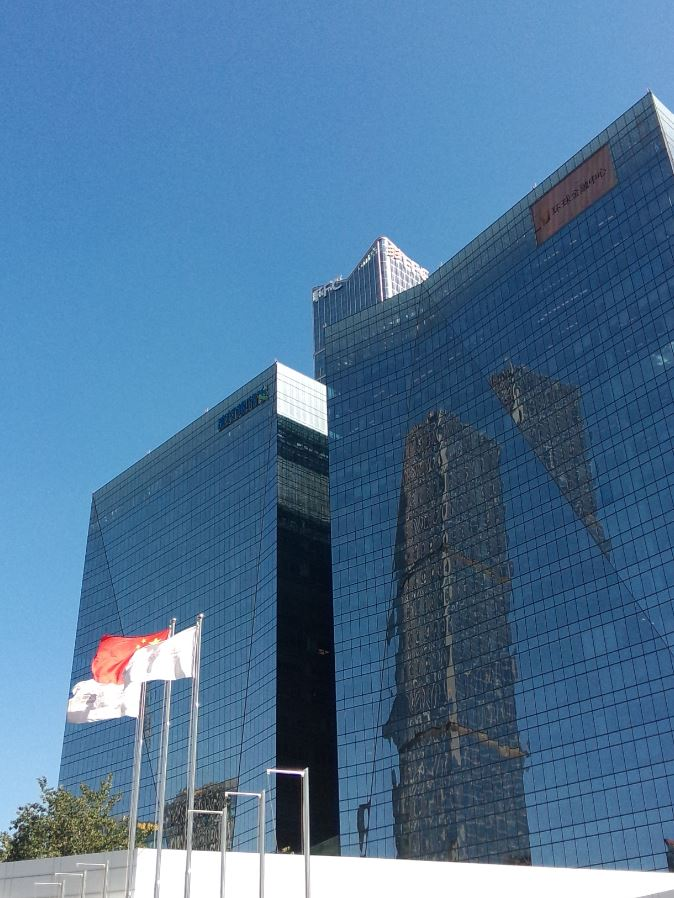
渣打银行（中国）位于北京市朝阳区的总部大楼
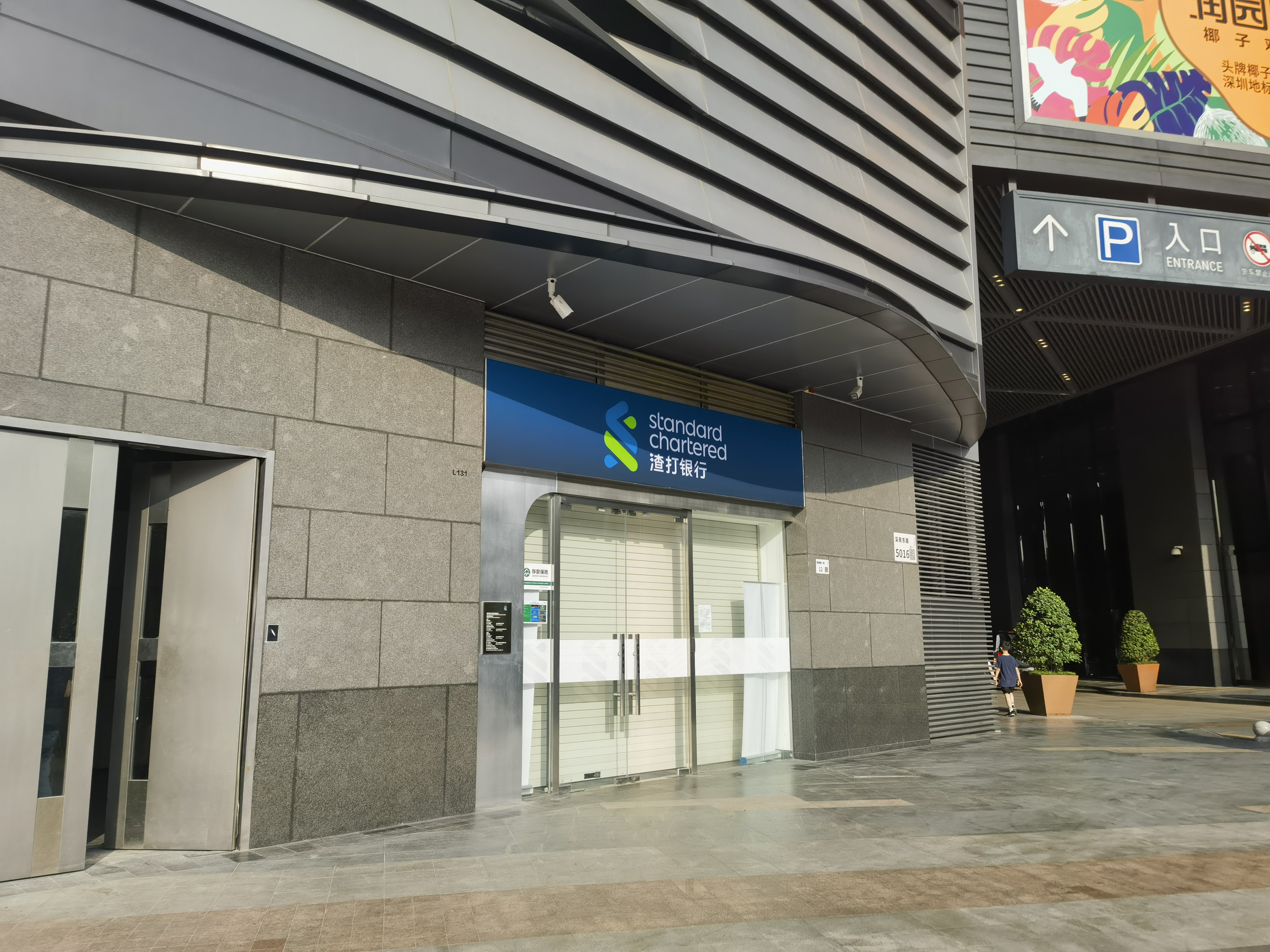
渣打银行（中国）深圳罗湖支行，位于京基100大厦
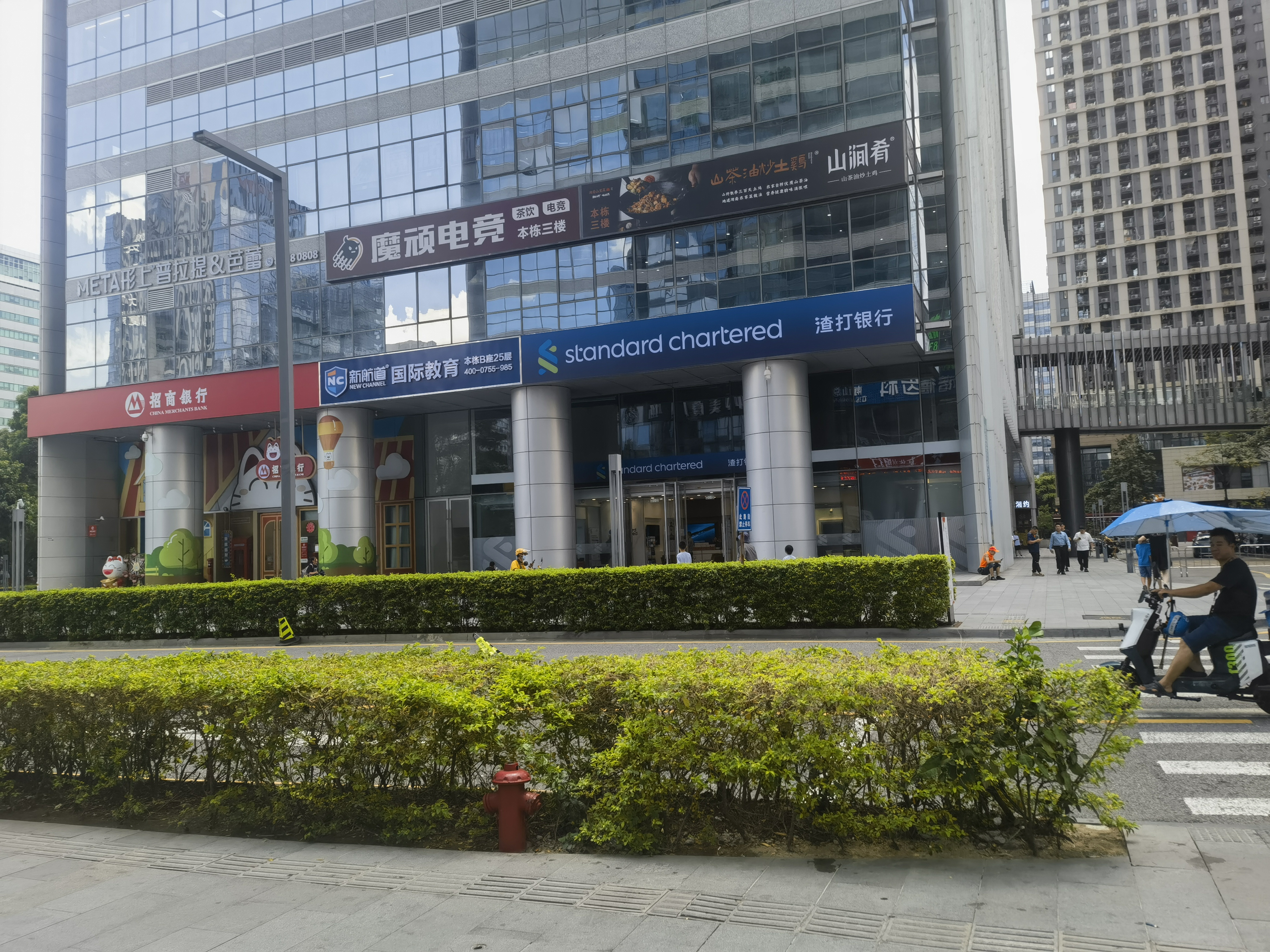
渣打深圳华润城支行